# Élections sénatoriales de 2020 en Savoie
Les élections sénatoriales en Savoie ont lieu le dimanche 27 septembre 2020. Elles ont pour but d'élire les sénateurs représentant le département au Sénat pour un mandat de six années.

## Contexte départemental
Lors des élections sénatoriales de 2014 en Savoie, deux sénateurs ont été élus : Michel Bouvard et Jean-Pierre Vial.
Michel Bouvard démissionne en 2017. Une élection partielle a lieu le 24 septembre 2017. Elle est remportée par la maire d'Albertville, Martine Berthet.
Depuis, tous les effectifs du collège électoral des grands électeurs ont été renouvelés, avec les élections départementales françaises de 2015, les élections régionales françaises de 2015, les élections législatives françaises de 2017 et les élections municipales françaises de 2020.

## Sénateurs sortants
| Sénateur | Sénateur         | Parti | Fonctions lors de l'élection en 2014            |
| -------- | ---------------- | ----- | ----------------------------------------------- |
|          | Martine Berthet  | LR    | Conseillère départementale, maire d'Albertville |
|          | Jean-Pierre Vial | LR    | Sénateur sortant, conseiller général            |

## Présentation des candidats et des suppléants
Les nouveaux représentants sont élus pour une législature de 6 ans au suffrage universel indirect par les 1 168 grands électeurs du département. En Savoie, les sénateurs sont élus au scrutin majoritaire à deux tours. Leur nombre reste inchangé, deux sénateurs sont à élire. Il y aura plusieurs candidats dans le département, chacun avec un suppléant.
| N°   | Candidats | Candidats            | Parti | Principales fonctions                                                                        |
| ---- | --------- | -------------------- | ----- | -------------------------------------------------------------------------------------------- |
| T 1  |           | Florian Penaroyas    | PCF   |                                                                                              |
| s 1  |           | Evelyne Niveaux      | PCF   |                                                                                              |
|      |           |                      |       |                                                                                              |
| T 2  |           | Claudie Ternoy-Léger | EÉLV  | Conseillère municipale d'Albertville                                                         |
| s 2  |           | Alain Achard         | EÉLV  |                                                                                              |
|      |           |                      |       |                                                                                              |
| T 3  |           | Jean-Luc Hochard     | EÉLV  |                                                                                              |
| s 3  |           | Christa Thuillier    | EÉLV  |                                                                                              |
|      |           |                      |       |                                                                                              |
| T 4  |           | André Vairetto       | PS    | Conseiller départemental, maire de Notre-Dame-des-Millières, ancien sénateur                 |
| s 4  |           | Catherine Chappuis   | PS    | Conseillère départementale                                                                   |
|      |           |                      |       |                                                                                              |
| T 5  |           | Pierre Biguet        | MCVS  |                                                                                              |
| s 5  |           | Ghislaine Bouteleux  | MCVS  |                                                                                              |
|      |           |                      |       |                                                                                              |
| T 6  |           | Ludovic Vulliermet   | MR    |                                                                                              |
| s 6  |           | Nathalie Giraud      | LREM  |                                                                                              |
|      |           |                      |       |                                                                                              |
| T 7  |           | Nicole Guilhaudin    | LREM  |                                                                                              |
| s 7  |           | Yann Bezat           | LREM  |                                                                                              |
|      |           |                      |       |                                                                                              |
| T 8  |           | Cédric Vial          | DVD   | Conseiller régional, président de la CC de Cœur de Chartreuse, maire des Échelles            |
| s 8  |           | Isabelle Jarriand    | DVD   |                                                                                              |
|      |           |                      |       |                                                                                              |
| T 9  |           | Catherine Ferrari    | DVD   |                                                                                              |
| s 9  |           | Jean-Marie Garcin    | DVD   |                                                                                              |
|      |           |                      |       |                                                                                              |
| T 10 |           | Jérôme Lefèbvre      | DVD   |                                                                                              |
| s 10 |           | Ségolène Durand      | DVD   |                                                                                              |
|      |           |                      |       |                                                                                              |
| T 11 |           | Martine Berthet      | LR    | Sénatrice sortante, conseillère départementale                                               |
| s 11 |           | Jean-Marc Vial       | LR    | Conseiller municipal d'Aix-les-Bains                                                         |
|      |           |                      |       |                                                                                              |
| T 12 |           | Michel Dantin        | LR    | Ancien député européen, ancien vice-président du conseil général et ancien maire de Chambéry |
| s 12 |           | Sophie Verney        | LR    | Maire de Montricher-Albanne                                                                  |
|      |           |                      |       |                                                                                              |
| T 13 |           | Brice Bernard        | RN    |                                                                                              |
| s 13 |           | Marie Dauchy         | RN    | Conseillère régionale, conseillère municipale de Saint-Jean-de-Maurienne                     |

## Résultats
| Candidats                | Candidats                | Parti                    | Nuance                   | Premier tour | Premier tour | Second tour | Second tour |
| Candidats                | Candidats                | Parti                    | Nuance                   | Voix         | %            | Voix        | %           |
| ------------------------ | ------------------------ | ------------------------ | ------------------------ | ------------ | ------------ | ----------- | ----------- |
|                          | Martine Berthet          | LR                       | LR                       | 491          | 40,95        | 613         | 51,13       |
|                          | André Vairetto           | PS                       | DVG                      | 422          | 35,20        | 536         | 44,70       |
|                          | Cédric Vial              | SE                       | DVD                      | 399          | 33,28        | 577         | 48,12       |
|                          | Michel Dantin            | LR                       | LR                       | 399          | 33,28        | Retrait     | Retrait     |
|                          | Claudie Ternoy-Léger     | EÉLV                     | VEC                      | 132          | 11,01        | 195         | 16,26       |
|                          | Jean-Luc Hochard         | EÉLV                     | DVG                      | 84           | 7,01         | Retrait     | Retrait     |
|                          | Ludovic Vulliermet       | MR                       | DVC                      | 68           | 5,67         | Retrait     | Retrait     |
|                          | Brice Bernard            | RN                       | RN                       | 57           | 4,75         | 74          | 6,17        |
|                          | Florian Penaroyas        | PCF                      | COM                      | 44           | 3,67         | Retrait     | Retrait     |
|                          | Nicole Guilhaudin        | LREM                     | DVC                      | 43           | 3,59         | Retrait     | Retrait     |
|                          | Catherine Ferrari        | SE                       | DVD                      | 18           | 1,50         | 16          | 1,33        |
|                          | Pierre Biguet            | MCVS                     | REG                      | 8            | 0,67         | Retrait     | Retrait     |
|                          |                          |                          |                          |              |              |             |             |
| Votes valides            | Votes valides            | Votes valides            | Votes valides            | 1 199        | 98,68        | 1 199       | 98,68       |
| Votes blancs             | Votes blancs             | Votes blancs             | Votes blancs             | 8            | 0,66         | 7           | 0,57        |
| Votes nuls               | Votes nuls               | Votes nuls               | Votes nuls               | 8            | 0,66         | 13          | 1,07        |
| Total                    | Total                    | Total                    | Total                    | 1 215        | 100          | 1 219       | 100         |
| Abstention               | Abstention               | Abstention               | Abstention               | 16           | 1,30         | 12          | 0,97        |
| Inscrits / participation | Inscrits / participation | Inscrits / participation | Inscrits / participation | 1 231        | 98,70        | 1 231       | 99,03       |